# Bernard Prince
Bernard Prince, (även känd som Kapten Prince) belgisk äventyrserie (som publicerades i seriealbum) av tecknaren Hermann (Hermann Huppen) och manusförfattaren Greg (Michel Regnier). Serien debuterade 1966 i den belgiska tidningen Tintin och har även tecknats av Dany och Edouard Aidans. Från början är huvudpersonen Interpol-polis, men efter att han ärvt en båt går han till sjöss. Serien har publicerats på svenska i serietidningarna Fantomen, Magnum Comics, Banggg, Champion och Collage, samt i sju album.